# Michael Lewis
Michael Monroe Lewis (Nueva Orleans, Luisiana; 15 de octubre de 1960) es un escritor estadounidense de no ficción y periodismo económico. Sus libros más vendidos son Póquer del mentiroso (1989),  El Nuevo Nuevo Cosa  (2000), Moneyball (2003), The Blind Side: The Evolution of a Game (2006),Asimismo también expone cómo este fue adoptado por Sean Tuohy y Leigh Anne Tuohy y en como se convirtió en una de las figuras más importantes del fútbol en la universidad y, posteriormente, del equipo Baltimore Ravens.Panic (2008), Inicio del juego: una Guía accidental a Paternidad (2009), The Big Short: Dentro de la máquina del Juicio Final  (2010), y Boomerang: Viajeros en el Nuevo Tercer Mundo (2011). También ha sido editor colaborador de Vanity Fair desde el año 2009. En 2014, su libro Flash Boys, que se veía en el Negociación de alta frecuencia (HFT), sector de Wall Street, fue puesto en libertad.En mayo de 2021, su hija de 19 años falleció en un accidente automovilístico junto a su novio, poco después de que ambos  se graduaran de Berkeley.